# Euroliga de 2014–15 – Grupo D
Artigo principal Euroliga 2014-2015
Resultados e classificação do Grupo C da temporada regular da Euroliga 2014-2015.

## Classificação
| Clube              | J  | V | D | PF  | PC  | Dif |
| ------------------ | -- | - | - | --- | --- | --- |
| Olympiacos Piraeus | 10 | 8 | 2 | 748 | 711 | 37  |
| Estrela Vermelha   | 10 | 6 | 4 | 784 | 728 | 56  |
| Laboral Kutxa      | 10 | 5 | 5 | 803 | 798 | 5   |
| Galarasaray        | 10 | 4 | 6 | 803 | 818 | -15 |
| Neptunas Klaipeda  | 10 | 4 | 6 | 763 | 857 | -94 |
| Valencia           | 10 | 3 | 7 | 775 | 764 | 11  |

## Primeira Rodada
| 15 Outubro de 2014 20:30 | Relatório | Laboral Kutxa                                           | 88–69 | Neptunas Klaipeda                                |  | Arena Fernando Buesa, Vitoria-Gasteiz Público: 7 689 Árbitros: Sreten Radovic (CRO), Elias Koromilas(GRE) e Sasa Maricic (SRB) |  |
| 15 Outubro de 2014 20:30 | Relatório | Placar por quarto: 20-15, 17-15, 24-20, 27-19           |       |                                                  |  | Arena Fernando Buesa, Vitoria-Gasteiz Público: 7 689 Árbitros: Sreten Radovic (CRO), Elias Koromilas(GRE) e Sasa Maricic (SRB) |  |
| 15 Outubro de 2014 20:30 | Relatório | Pts: Bertan 20 Rbts: Gomes, Shegelia 7 Asts: Heurtel 10 |       | Pts: Zavackas 17 Rbts: Zavackas 7 Asts: Shakur 4 |  | Arena Fernando Buesa, Vitoria-Gasteiz Público: 7 689 Árbitros: Sreten Radovic (CRO), Elias Koromilas(GRE) e Sasa Maricic (SRB) |  |

| 16 Outubro de 2014 20:45 | Relatório | Estrela Vermelha                                        | 76–68 | Galarasaray                                |  | Arena Kombank, Belgrado Público: 16 834 Árbitros: Antonio Conde (SPA), Panagiotis Anastopoulos (GRE) e Seffi Shemesh (ISR) |  |
| 16 Outubro de 2014 20:45 | Relatório | Placar por quarto: 17-20, 29-10, 17-18, 13-20           |       |                                            |  | Arena Kombank, Belgrado Público: 16 834 Árbitros: Antonio Conde (SPA), Panagiotis Anastopoulos (GRE) e Seffi Shemesh (ISR) |  |
| 16 Outubro de 2014 20:45 | Relatório | Pts: Marjanovic 22 Rbts: Marjanovic 10 Asts: Williams 7 |       | Pts: Erceg 17 Rbts: Erceg 8 Asts: Arroyo 5 |  | Arena Kombank, Belgrado Público: 16 834 Árbitros: Antonio Conde (SPA), Panagiotis Anastopoulos (GRE) e Seffi Shemesh (ISR) |  |

| 16 Outubro de 2014 21:00 | Relatório | Valencia                                                    | 68–71 | Olympiacos Piraeus                                 |  | Pavilhão Fonte de São Luis, Valência Público: 8 500 Árbitros: Borys Ryzhyk (UKR), Iljia Belosevic (SRB), Marcin Kowalski (POL) |  |
| 16 Outubro de 2014 21:00 | Relatório | Placar por quarto: 18-20, 18-18, 18-18, 14-15               |       |                                                    |  | Pavilhão Fonte de São Luis, Valência Público: 8 500 Árbitros: Borys Ryzhyk (UKR), Iljia Belosevic (SRB), Marcin Kowalski (POL) |  |
| 16 Outubro de 2014 21:00 | Relatório | Pts: Harangody 14 Rbts: Sato, Aguillar 5 Asts: Van Rossom 4 |       | Pts: Spanoulis 21 Rbts: Petway 7 Asts: Spanoulis 5 |  | Pavilhão Fonte de São Luis, Valência Público: 8 500 Árbitros: Borys Ryzhyk (UKR), Iljia Belosevic (SRB), Marcin Kowalski (POL) |  |

## Segunda Rodada
| 23 de Outubro de 2014 18:00 | Relatório | Neptunas BC                                                          | 83–81 | Estrela Vermelha BC                                 |  | Svyturio Arena, Klaipeda Público: 5 400 Árbitros: Ankarali (TUR), Mattioli (ITA) e Peruga (SPA) |  |
| 23 de Outubro de 2014 18:00 | Relatório | Placar por quarto: 25-20, 22-17, 20-24, 16-20                        |       |                                                     |  | Svyturio Arena, Klaipeda Público: 5 400 Árbitros: Ankarali (TUR), Mattioli (ITA) e Peruga (SPA) |  |
| 23 de Outubro de 2014 18:00 | Relatório | Pts: Gailius 19 Rbts: Gailius, Galdickas e Zavackas 7 Asts: Shafur 6 |       | Pts: Williams 23 Rbts: Mitrovic 10 Asts: Williams 6 |  | Svyturio Arena, Klaipeda Público: 5 400 Árbitros: Ankarali (TUR), Mattioli (ITA) e Peruga (SPA) |  |

| 23 de Outubro de 2014 19:00 | Relatório | Galatasaray                                    | 71–64 | Valencia                                            |  | Abdi İpekçi Arena, Istanbul Público: 5 540 Árbitros: Radovic (CRO), Gkontas (GRE) e Vyklicky (CZE) |  |
| 23 de Outubro de 2014 19:00 | Relatório | Placar por quarto: 25-12, 22-12, 15-26, 9-14   |       |                                                     |  | Abdi İpekçi Arena, Istanbul Público: 5 540 Árbitros: Radovic (CRO), Gkontas (GRE) e Vyklicky (CZE) |  |
| 23 de Outubro de 2014 19:00 | Relatório | Pts: Arroio 16 Rbts: Aldemir 12 Asts: Arroyo 5 |       | Pts: Harangody 16 Rbts: Loncar 8 Asts: Van Rosson 7 |  | Abdi İpekçi Arena, Istanbul Público: 5 540 Árbitros: Radovic (CRO), Gkontas (GRE) e Vyklicky (CZE) |  |

| 24 de Outubro de 2014 20:30 |                                                              | Olympiacos | 63–57                                                | Laboral Kutxa |  | Paz e Amizade, Atenas Público: 4 500 Árbitros: Pukl (SLO), Latisevs (LAT) e Juras (SRB) |  |
| 24 de Outubro de 2014 20:30 | Placar por quarto: 17-10, 13-16, 18-19, 15-12                |            |                                                      |               |  | Paz e Amizade, Atenas Público: 4 500 Árbitros: Pukl (SLO), Latisevs (LAT) e Juras (SRB) |  |
| 24 de Outubro de 2014 20:30 | Pts: Lojeski 15 Rbts: Hunter e Agravanis 7 Asts: Mantzaris 5 |            | Pts: San Emeterio 14 Rbts: Iverson 7 Asts: Heurtel 5 |               |  | Paz e Amizade, Atenas Público: 4 500 Árbitros: Pukl (SLO), Latisevs (LAT) e Juras (SRB) |  |

## Terceira Rodada
| 30 de Outubro de 2014 19:00 | Relatório | Estrela Vermelha                                       | 76–63 | Valencia                                      |  | Arena Kombank, Belgrado Público: 15 820 Árbitros: Lamonica (ITA), Shulga (UKR) e Zashchuk (UKR) |  |
| 30 de Outubro de 2014 19:00 | Relatório | Placar por quarto: 21-16, 18-10, 26-16, 11-21          |       |                                               |  | Arena Kombank, Belgrado Público: 15 820 Árbitros: Lamonica (ITA), Shulga (UKR) e Zashchuk (UKR) |  |
| 30 de Outubro de 2014 19:00 | Relatório | Pts: Marjanovic 16 Rbts: Marjanovic 9 Asts: Williams 8 |       | Pts: Buycks 14 Rbts: Lishchuk 7 Asts: Vives 3 |  | Arena Kombank, Belgrado Público: 15 820 Árbitros: Lamonica (ITA), Shulga (UKR) e Zashchuk (UKR) |  |

| 31 de Outubro de 2014 19:00 | Relatório | Neptunas Klaipeda                                              | 81–85 | Olympiacos                                         |  | Svyturio Arena, Klaipeda Público: 5 500 Árbitros: Garcia Ortiz (SPA), Obradovic (BIH) e Glisic (SRB) |  |
| 31 de Outubro de 2014 19:00 | Relatório | Placar por quarto: 15-17, 15-21, 25-17, 21-21                  |       |                                                    |  | Svyturio Arena, Klaipeda Público: 5 500 Árbitros: Garcia Ortiz (SPA), Obradovic (BIH) e Glisic (SRB) |  |
| 31 de Outubro de 2014 19:00 | Relatório | Pts: Gailius 16 Rbts: Galdikas 11 Asts: quatro jogadores com 4 |       | Pts: Spanoulis 34 Rbts: Petway 7 Asts: Spanoulis 7 |  | Svyturio Arena, Klaipeda Público: 5 500 Árbitros: Garcia Ortiz (SPA), Obradovic (BIH) e Glisic (SRB) |  |

| 31 de Outubro de 2014 20:30 | Relatório | Laboral Kutxa                                             | 91–90 | Galatasaray                                  |  | Arena Fernando Buesa, Vitoria-Gasteiz Público: 9 287 Árbitros: Jovcic (SRB), Javor (SLO) e Foufis (GRE) |  |
| 31 de Outubro de 2014 20:30 | Relatório | Placar por quarto: 23-24, 24-25, 23-21, 21-20             |       |                                              |  | Arena Fernando Buesa, Vitoria-Gasteiz Público: 9 287 Árbitros: Jovcic (SRB), Javor (SLO) e Foufis (GRE) |  |
| 31 de Outubro de 2014 20:30 | Relatório | Pts: Iverson e Heurtel 17 Rbts: Iverson 6 Asts: Heurtel 8 |       | Pts: Erceg 24 Rbts: Aldemir 9 Asts: Arroyo 8 |  | Arena Fernando Buesa, Vitoria-Gasteiz Público: 9 287 Árbitros: Jovcic (SRB), Javor (SLO) e Foufis (GRE) |  |

## Quarta Rodada
| 07 de Novembro de 2014 19:00 | Relatório | Estrela Vermelha                                        | 57–62 | Olympiacos                                          |  | Arena Kombank, Belgrado Público: 18 732 Árbitros: Hierrezuelo (SPA), Viator (FRA) e Nuran (TUR) |  |
| 07 de Novembro de 2014 19:00 | Relatório | Placar por quarto: 14-13, 12-24, 10-13, 21-12           |       |                                                     |  | Arena Kombank, Belgrado Público: 18 732 Árbitros: Hierrezuelo (SPA), Viator (FRA) e Nuran (TUR) |  |
| 07 de Novembro de 2014 19:00 | Relatório | Pts: Marjanovic 13 Rbts: Marjanovic 14 Asts: Williams 4 |       | Pts: Spanoulis 14 Rbts: Agravanis 9 Asts: Sloukas 5 |  | Arena Kombank, Belgrado Público: 18 732 Árbitros: Hierrezuelo (SPA), Viator (FRA) e Nuran (TUR) |  |

| 07 de Novembro de 2014 20:45 | Relatório | Valencia                                               | 79–69 | Laboral Kutxa                                     |  | Pavilhão Fonte de São Luis, Valência Público: 8 200 Árbitros: Rocha (POR), Anastopoulos (GRE) e Trawick (POL) |  |
| 07 de Novembro de 2014 20:45 | Relatório | Placar por quarto: 15-22, 23-14, 27-20, 14-13          |       |                                                   |  | Pavilhão Fonte de São Luis, Valência Público: 8 200 Árbitros: Rocha (POR), Anastopoulos (GRE) e Trawick (POL) |  |
| 07 de Novembro de 2014 20:45 | Relatório | Pts: Harangody 23 Rbts: Dubljevic 7 Asts: Van Rossom 9 |       | Pts: Shengelia 20 Rbts: Vujacic 6 Asts: Heurtel 7 |  | Pavilhão Fonte de São Luis, Valência Público: 8 200 Árbitros: Rocha (POR), Anastopoulos (GRE) e Trawick (POL) |  |

| 07 de Novembro de 2014 20:45 | Relatório | Galatasaray                                   | 94–68 | Neptunas Klaipeda                                                                |  | Abdi İpekçi Arena, Istanbul Público: 4 231 Árbitros: Perez Perez (SPA), Jimenez (SPA) e Chiari (ITA) |  |
| 07 de Novembro de 2014 20:45 | Relatório | Placar por quarto: 23-15, 23-17, 31-12, 17-24 |       |                                                                                  |  | Abdi İpekçi Arena, Istanbul Público: 4 231 Árbitros: Perez Perez (SPA), Jimenez (SPA) e Chiari (ITA) |  |
| 07 de Novembro de 2014 20:45 | Relatório | Pts: Guler 18 Rbts: Gonlum 8 Asts: Micov 8    |       | Pts: Gailius e Girdziunas 10 Rbts: Dimsa e Galdikas 4 Asts: Mazeika e Zavackas 3 |  | Abdi İpekçi Arena, Istanbul Público: 4 231 Árbitros: Perez Perez (SPA), Jimenez (SPA) e Chiari (ITA) |  |

## Quinta Rodada
| 13 de Novembro de 2014 18:00 | Relatório | Neptunas Klaipeda                               | 94–87 | Valencia                                                      |  | Svyturio Arena, Klaipeda Público: 5 300 Árbitros: Sahin (ITA), Mantyla (FIN) e Halliko (EST) |  |
| 13 de Novembro de 2014 18:00 | Relatório | Placar por quarto: 24-17, 29-25, 20-21, 21-24   |       |                                                               |  | Svyturio Arena, Klaipeda Público: 5 300 Árbitros: Sahin (ITA), Mantyla (FIN) e Halliko (EST) |  |
| 13 de Novembro de 2014 18:00 | Relatório | Pts: Gailius 19 Rbts: Vasylius 5 Asts: Shakur 5 |       | Pts: Ribas 22 Rbts: quatro jogadores com 4 Asts: Van Rossom 5 |  | Svyturio Arena, Klaipeda Público: 5 300 Árbitros: Sahin (ITA), Mantyla (FIN) e Halliko (EST) |  |

| 13 de Novembro de 2014 20:30 | Relatório | Laboral Kutxa                                       | 66–86 | Estrela Vermelha                                  |  | Arena Fernando Buesa, Vitoria-Gasteiz Público: 8 064 Árbitros: Gkontas (GRE), Cmikiewicz (POL) e Piloidis (GRE) |  |
| 13 de Novembro de 2014 20:30 | Relatório | Placar por quarto: 22-21, 12-20, 16-25, 16-20       |       |                                                   |  | Arena Fernando Buesa, Vitoria-Gasteiz Público: 8 064 Árbitros: Gkontas (GRE), Cmikiewicz (POL) e Piloidis (GRE) |  |
| 13 de Novembro de 2014 20:30 | Relatório | Pts: Shengelia 20 Rbts: Shengelia 5 Asts: Heurtel 7 |       | Pts: Mitrovic 17 Rbts: Kalinic 8 Asts: Williams 6 |  | Arena Fernando Buesa, Vitoria-Gasteiz Público: 8 064 Árbitros: Gkontas (GRE), Cmikiewicz (POL) e Piloidis (GRE) |  |

| 13 de Novembro de 2014 20:45 | Relatório | Olympiacos                                       | 93–66 | Galatasaray                                                |  | Paz e Amizade, Atenas Público: 7 500 Árbitros: Rocha (POR), Kowalski (POL) e Peruga (SPA) |  |
| 13 de Novembro de 2014 20:45 | Relatório | Placar por quarto: 26-13, 23-26, 19-14, 25-13    |       |                                                            |  | Paz e Amizade, Atenas Público: 7 500 Árbitros: Rocha (POR), Kowalski (POL) e Peruga (SPA) |  |
| 13 de Novembro de 2014 20:45 | Relatório | Pts: Hunter 17 Rbts: Hunter 10 Asts: Spanoulis 7 |       | Pts: Arroyo 14 Rbts: Gonlum 5 Asts: quatro jogadores com 4 |  | Paz e Amizade, Atenas Público: 7 500 Árbitros: Rocha (POR), Kowalski (POL) e Peruga (SPA) |  |

## Sexta Rodada
| 20 de Novembro de 2014 18:00 | Relatório | Neptunas Klaipeda                                                    | 80–79 | Laboral Kutxa                                            |  | Svyturio Arena, Klaipeda Público: 5 400 Árbitros: Ryzhyk (UKR), Dozai (CRO) e Kalpakas (SWE) |  |
| 20 de Novembro de 2014 18:00 | Relatório | Placar por quarto: 20-15, 21-18, 20-21, 19-25                        |       |                                                          |  | Svyturio Arena, Klaipeda Público: 5 400 Árbitros: Ryzhyk (UKR), Dozai (CRO) e Kalpakas (SWE) |  |
| 20 de Novembro de 2014 18:00 | Relatório | Pts: Shakur e Zavackas 16 Rbts: Galdikas 7 Asts: Mazeika e Gailius 3 |       | Pts: Heurtel 31 Rbts: Iverson e Tillie 8 Asts: Heurtel 5 |  | Svyturio Arena, Klaipeda Público: 5 400 Árbitros: Ryzhyk (UKR), Dozai (CRO) e Kalpakas (SWE) |  |

| 20 de Novembro de 2014 18:45 | Relatório | Olympiacos                                             | 77–76 | Valencia                                                     |  | Estádio da Paz e da Amizade, Atenas Público: 6 500 Árbitros: Lottermoser (GER), Paternico (ITA) e Petek (SLO) |  |
| 20 de Novembro de 2014 18:45 | Relatório | Placar por quarto: 26-21, 19-19, 9-20, 23-16           |       |                                                              |  | Estádio da Paz e da Amizade, Atenas Público: 6 500 Árbitros: Lottermoser (GER), Paternico (ITA) e Petek (SLO) |  |
| 20 de Novembro de 2014 18:45 | Relatório | Pts: Spanoulis 15 Rbts: Agravanis 10 Asts: Spanoulis 7 |       | Pts: Ribas, Lucic e Dubljevic 16 Rbts: Ribas 5 Asts: Ribas 6 |  | Estádio da Paz e da Amizade, Atenas Público: 6 500 Árbitros: Lottermoser (GER), Paternico (ITA) e Petek (SLO) |  |

| 20 de Novembro de 2014 19:00 | Relatório | Galatasaray                                            | 110–103 | Estrela Vermelha                                       | OT | Abdi İpekçi Arena, Istanbul Público: 8 143 Árbitros: Taurino (ITA), Jasevicius (LIT) e Halliko (FIN) |  |
| 20 de Novembro de 2014 19:00 | Relatório | Placar por quarto: 22-16, 23-24, 9-23, 28-19, OT: 14-7 |         |                                                        | OT | Abdi İpekçi Arena, Istanbul Público: 8 143 Árbitros: Taurino (ITA), Jasevicius (LIT) e Halliko (FIN) |  |
| 20 de Novembro de 2014 19:00 | Relatório | Pts: Erceg 32 Rbts: Guler 7 Asts: Arroyo e Arslan 6    |         | Pts: Mitrovic 30 Rbts: Marjanovic 17 Asts: Williams 17 | OT | Abdi İpekçi Arena, Istanbul Público: 8 143 Árbitros: Taurino (ITA), Jasevicius (LIT) e Halliko (FIN) |  |

## Sétima Rodada
| 27 de Novembro de 2014 19:00 | Relatório | Estrela Vermelha                                        | 79–62 | Neptunas Klaipedas                                                 |  | Arena Kombank, Belgrado Público: 12 547 Árbitros: Bulto (SPA), Koromilas (GRE) e Pastusiak (POL) |  |
| 27 de Novembro de 2014 19:00 | Relatório | Placar por quarto: 22-14, 13-23, 27-10, 17-15           |       |                                                                    |  | Arena Kombank, Belgrado Público: 12 547 Árbitros: Bulto (SPA), Koromilas (GRE) e Pastusiak (POL) |  |
| 27 de Novembro de 2014 19:00 | Relatório | Pts: Marjanovic 24 Rbts: Marjanovic 12 Asts: Williams 7 |       | Pts: Deividas Gailius 18 Rbts: Benson e Zavackas 7 Asts: Gailius 6 |  | Arena Kombank, Belgrado Público: 12 547 Árbitros: Bulto (SPA), Koromilas (GRE) e Pastusiak (POL) |  |

| 27 de Novembro de 2014 20:45 | Relatório | Laboral Kutxa                                     | 89–70 | Olympiacos                                                                 |  | Arena Fernando Buesa, Vitoria-Gasteiz Público: 10 121 Árbitros: Sahin (ITA) e Zamojski (POL) e Shulga (UKR) |  |
| 27 de Novembro de 2014 20:45 | Relatório | Placar por quarto: 24-17, 20-20, 24-15, 21-18     |       |                                                                            |  | Arena Fernando Buesa, Vitoria-Gasteiz Público: 10 121 Árbitros: Sahin (ITA) e Zamojski (POL) e Shulga (UKR) |  |
| 27 de Novembro de 2014 20:45 | Relatório | Pts: Heurtel 18 Rbts: Shengelia 7 Asts: Heurtel 5 |       | Pts: Spanoulis 27 Rbts: Dunston e Kavvadas 5 Asts: Spanoulis e Lafayette 4 |  | Arena Fernando Buesa, Vitoria-Gasteiz Público: 10 121 Árbitros: Sahin (ITA) e Zamojski (POL) e Shulga (UKR) |  |

| 28 de Novembro de 2014 21:00 | Relatório | Valencia                                               | 78–71 | Galatasaray                                              |  | Fonte de São Luis, Valencia Público: 8 400 Árbitros: Pukl (SLO), Latisevs (LAT) e Maestre (ITA) |  |
| 28 de Novembro de 2014 21:00 | Relatório | Placar por quarto: 27-17, 13-13, 17-16, 21-25          |       |                                                          |  | Fonte de São Luis, Valencia Público: 8 400 Árbitros: Pukl (SLO), Latisevs (LAT) e Maestre (ITA) |  |
| 28 de Novembro de 2014 21:00 | Relatório | Pts: Loncar 15 Rbts: Harangody 8 Asts: Ribas e Vives 5 |       | Pts: Aradori 20 Rbts: Aradori e Gonlum 8 Asts: Aradori 6 |  | Fonte de São Luis, Valencia Público: 8 400 Árbitros: Pukl (SLO), Latisevs (LAT) e Maestre (ITA) |  |

## Oitava Rodada
| 5 de Dezembro de 2014 20:15 | Relatório | Galatasaray                                   | 82–89 | Laboral Kutxa                                        |  | Abdi İpekçi Arena, Istanbul Público: 8 029 Árbitros: Boltauzer (GER), Ziemblicki (POL) e Fritz (GER) |  |
| 5 de Dezembro de 2014 20:15 | Relatório | Placar por quarto: 19-19, 19-20, 27-28, 17-22 |       |                                                      |  | Abdi İpekçi Arena, Istanbul Público: 8 029 Árbitros: Boltauzer (GER), Ziemblicki (POL) e Fritz (GER) |  |
| 5 de Dezembro de 2014 20:15 | Relatório | Pts: Arroyo 22 Rbts: Gonlum 8 Asts: Guler 8   |       | Pts: San Emeterio 25 Rbts: Tillie 10 Asts: Heurtel 9 |  | Abdi İpekçi Arena, Istanbul Público: 8 029 Árbitros: Boltauzer (GER), Ziemblicki (POL) e Fritz (GER) |  |

| 5 de Dezembro de 2014 20:45 | Relatório | Olympiacos Piréus                               | 89–79 | Neptunas Klaipeda                                         |  | Paz e Amizade, Atenas Público: 4 500 Árbitros: Ankarali (TUR), Taurino (ITA) e Rutesic (MNE) |  |
| 5 de Dezembro de 2014 20:45 | Relatório | Placar por quarto: 24-19, 23-17, 22-17, 20-26   |       |                                                           |  | Paz e Amizade, Atenas Público: 4 500 Árbitros: Ankarali (TUR), Taurino (ITA) e Rutesic (MNE) |  |
| 5 de Dezembro de 2014 20:45 | Relatório | Pts: Petway 20 Rbts: Hunter 6 Asts: Spanoulis 9 |       | Pts: Zavackas 15 Rbts: Benson 8 Asts: Shakur e Zavackas 3 |  | Paz e Amizade, Atenas Público: 4 500 Árbitros: Ankarali (TUR), Taurino (ITA) e Rutesic (MNE) |  |

| 5 de Dezembro de 2014 21:00 | Relatório | Valencia                                      | 68–77 | Estrela Vermelha                                        |  | Fonte de São Luis, Valencia Público: 8 500 Árbitros: Chiari (ITA), Zamojski (POL) e Bissang (FRA) |  |
| 5 de Dezembro de 2014 21:00 | Relatório | Placar por quarto: 16-20, 21-20, 15-20, 16-15 |       |                                                         |  | Fonte de São Luis, Valencia Público: 8 500 Árbitros: Chiari (ITA), Zamojski (POL) e Bissang (FRA) |  |
| 5 de Dezembro de 2014 21:00 | Relatório | Pts: Dubljevic 22 Rbts: Lucic 6 Asts: Ribas 6 |       | Pts: Marjanovic 18 Rbts: Marjanovic 11 Asts: Mitrovic 6 |  | Fonte de São Luis, Valencia Público: 8 500 Árbitros: Chiari (ITA), Zamojski (POL) e Bissang (FRA) |  |

## Nona Rodada
| 11 de Dezembro de 2014 18:00 | Relatório | Neptunas Klaipeda                                                    | 82–72 | Galatasaray                                |  | Svyturio Arena, Klaipeda Público: 5 500 Árbitros: Hierrezuelo (SPA), Anastopoulos (GRE) e Koljensic (MNE) |  |
| 11 de Dezembro de 2014 18:00 | Relatório | Placar por quarto: 22-18, 18-19, 23-23, 19-12                        |       |                                            |  | Svyturio Arena, Klaipeda Público: 5 500 Árbitros: Hierrezuelo (SPA), Anastopoulos (GRE) e Koljensic (MNE) |  |
| 11 de Dezembro de 2014 18:00 | Relatório | Pts: Gailius 23 Rbts: Gailius 8 Asts: Mazeika, Girdziunas e Shakur 3 |       | Pts: Erceg 24 Rbts: Young 8 Asts: Arroyo 5 |  | Svyturio Arena, Klaipeda Público: 5 500 Árbitros: Hierrezuelo (SPA), Anastopoulos (GRE) e Koljensic (MNE) |  |

| 12 de Dezembro de 2014 20:30 | Relatório | Olympiacos Piréus                                | 64–59 | Estrela Vermelha Belgrado                                       |  | Paz e Amizade, Atenas Público: 12 000 Árbitros: Ryzhyk (UKR) e Pastusiak (POL) e Romano (ISR) |  |
| 12 de Dezembro de 2014 20:30 | Relatório | Placar por quarto: 13-16, 14-12, 15-20, 22-11    |       |                                                                 |  | Paz e Amizade, Atenas Público: 12 000 Árbitros: Ryzhyk (UKR) e Pastusiak (POL) e Romano (ISR) |  |
| 12 de Dezembro de 2014 20:30 | Relatório | Pts: Spanoulis 15 Rbts: Petway 7 Asts: Sloukas 5 |       | Pts: Marjanovic 17 Rbts: Marjanovic 13 Asts: Williams e Jovic 4 |  | Paz e Amizade, Atenas Público: 12 000 Árbitros: Ryzhyk (UKR) e Pastusiak (POL) e Romano (ISR) |  |

| 12 de Dezembro de 2014 20:45 | Relatório | Laboral Kutxa                                    | 93–89 | Valencia                                          |  | Arena Fernando Buesa, Vitoria-Gasteiz Público: 9 862 Árbitros: Christodolou (GRE), Viator (FRA) e Nuran (TUR) |  |
| 12 de Dezembro de 2014 20:45 | Relatório | Placar por quarto: 28-24, 23-23, 18-15, 24-27    |       |                                                   |  | Arena Fernando Buesa, Vitoria-Gasteiz Público: 9 862 Árbitros: Christodolou (GRE), Viator (FRA) e Nuran (TUR) |  |
| 12 de Dezembro de 2014 20:45 | Relatório | Pts: Causeur 21 Rbts: Iverson 11 Asts: Heurtel 4 |       | Pts: Nedovic 17 Rbts: Dubljevic 5 Asts: Nedovic 4 |  | Arena Fernando Buesa, Vitoria-Gasteiz Público: 9 862 Árbitros: Christodolou (GRE), Viator (FRA) e Nuran (TUR) |  |

## Décima Rodada
| 18 de Dezembro de 2014 19:00 | Relatório | Valencia                                      | 103–65 | Neptunas Klaipeda                                         |  | Fonte de São Luis, Valencia Público: 4 000 Árbitros: Lottermoser (GER), Gkontas (GRE) e Kalpakas (SWE) |  |
| 18 de Dezembro de 2014 19:00 | Relatório | Placar por quarto: 28-17, 24-14, 23-18, 28-16 |        |                                                           |  | Fonte de São Luis, Valencia Público: 4 000 Árbitros: Lottermoser (GER), Gkontas (GRE) e Kalpakas (SWE) |  |
| 18 de Dezembro de 2014 19:00 | Relatório | Pts: Harangody 20 Rbts: Sato 10 Asts: Vives 6 |        | Pts: Gailius 15 Rbts: Gailius e Galdikas 6 Asts: Shakur 7 |  | Fonte de São Luis, Valencia Público: 4 000 Árbitros: Lottermoser (GER), Gkontas (GRE) e Kalpakas (SWE) |  |

| 18 de Dezembro de 2014 19:00 | Relatório | Galatasaray                                   | 79–74 | Olympiacos Piréus                                |  | Abdi İpekçi Arena, Istanbul Público: 0 Árbitros: Conde (SPA), Paternico (ITA) e Jimenez (SPA) |  |
| 18 de Dezembro de 2014 19:00 | Relatório | Placar por quarto: 20-18, 16-20, 21-12, 22-24 |       |                                                  |  | Abdi İpekçi Arena, Istanbul Público: 0 Árbitros: Conde (SPA), Paternico (ITA) e Jimenez (SPA) |  |
| 18 de Dezembro de 2014 19:00 | Relatório | Pts: Arroyo 24 Rbts: Young 13 Asts: Guler 5   |       | Pts: Lojeski 22 Rbts: Petway 7 Asts: Spanoulis 5 |  | Abdi İpekçi Arena, Istanbul Público: 0 Árbitros: Conde (SPA), Paternico (ITA) e Jimenez (SPA) |  |

| 19 de Dezembro de 2014 19:00 | Relatório | Estrela Vermelha Belgrado                            | 90–82 | Laboral Kutxa                                  |  | Arena Kombank, Belgrado Público: 0 Árbitros: Lamonica (ITA), Taurino (ITA) e Zashchuk (UKR) |  |
| 19 de Dezembro de 2014 19:00 | Relatório | Placar por quarto: 18-18, 28-27, 24-18, 20-19        |       |                                                |  | Arena Kombank, Belgrado Público: 0 Árbitros: Lamonica (ITA), Taurino (ITA) e Zashchuk (UKR) |  |
| 19 de Dezembro de 2014 19:00 | Relatório | Pts: Williams 23 Rbts: Marjanovic12 Asts: Williams 8 |       | Pts: Bertans 16 Rbts: Tillie 7 Asts: Heurtel 7 |  | Arena Kombank, Belgrado Público: 0 Árbitros: Lamonica (ITA), Taurino (ITA) e Zashchuk (UKR) |  |

## Estatísticas
|     | Estrela Vermelha Belgrado | Galatasaray Istambul | Laboral Kutxa Vitória | Neptūnas Klaipėda       | Olympiacos Piraeus        | Valencia                           |
| --- | ------------------------- | -------------------- | --------------------- | ----------------------- | ------------------------- | ---------------------------------- |
| PPJ | Boban Marjanović (16.8)   | Zoran Erceg (18.1)   | Thomas Heurtel (12.2) | Deividas Gailius (14.7) | Vassilis Spanoulis (17.5) | Bojan Dubljević (15.5)             |
| RPJ | Boban Marjanović (10.7)   | Furkan Aldemir (6.2) | Colton Iverson (6.0)  | Donatas Zavackas (5.2)  | Bryant Dunston (5.0)      | Luke Harangody e Romain Sato (4.8) |
| APJ | Marcus Williams (6.9)     | Carlos Arroyo (4.3)  | Thomas Heurtel (6.7)  | Mustafa Shakur (3.8)    | Vassilis Spanoulis (5.2)  | Sam Van Rossom (5.0)               |

## Ligações Externas
- Site Estrela Vermelha (sérvio)
- Site Valencia (em castelhano)
- Site Olympiacos (em inglês)
- Site Laboral Kutxa (Saski Baskonia) (em castelhano)
- Site Galatasaray (em turco)
- Site Neptunas (em inglês)
- Site Euroliga